# Maurice Brunner
Maurice Brunner (Männedorf, 29 gennaio 1991) è un ex calciatore svizzero, di ruolo centrocampista.

## Carriera

### Club
Nel 2010 ha firmato un contratto con scadenza nel 2014 con lo Zurigo.

## Palmarès

### Club

#### Competizioni nazionali
- Coppa Svizzera: 1

Zurigo: 2013-2014
- Coppa del Liechtenstein: 3

Vaduz: 2016-2017, 2017-2018, 2018-2019